# ヤン・ヴィンツェント＝ロストフスキ

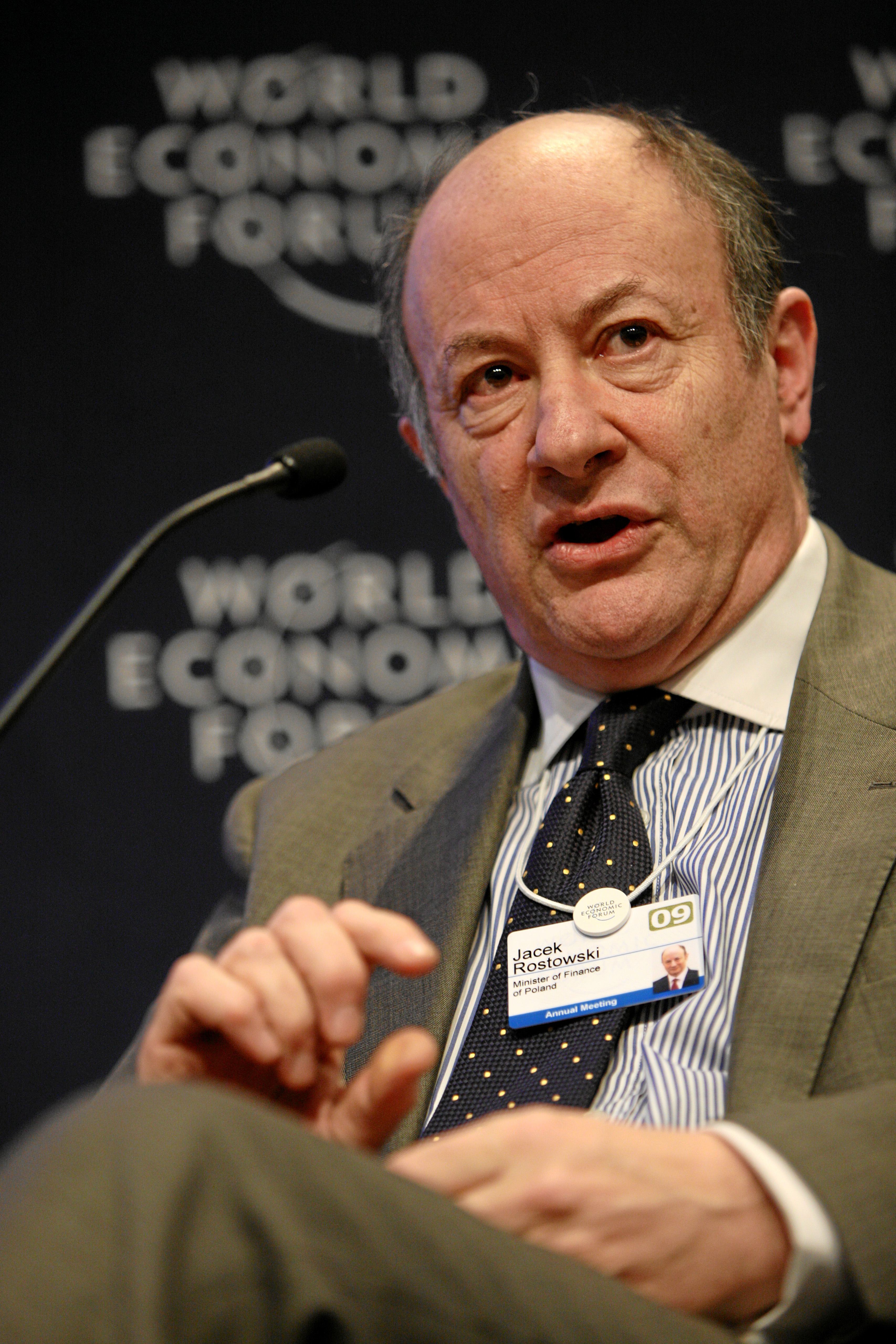
2009年のダボス会議でパネリストとしてポーランドおよびヨーロッパと世界のマクロ経済について自身の意見を述べているヤン・ヴィンツェント＝ロストフスキ

ヤン・ヴィンツェント＝ロストフスキ（ヤン・ロストフスキあるいはヤツェク・ロストフスキ、1951年4月30日 - ）はイギリス・ロンドン生まれ、ポーランドとイギリスの二重国籍を持つ経済学者で、ポーランド共和国の前財務相（2013年11月27日退任）。マクロ経済学と金融の専門家として名を馳せており、「ヨーロッパ最高の財務相」との評判を得ている。

## 幼少時代と教育
ヤン・ヴィンツェント＝ロストフスキはロンドンの亡命ポーランド人の家庭に生まれる。父親のロマン・ロストフスキは第二次世界大戦ではポーランド亡命政府のトマシュ・アルチシェフスキの私設秘書を務め、戦後にポーランドに戻ることはなかった。ロマン・ロストフスキは1950年代には外務英連邦省の職員となり、ケニア、モーリシャス、セイシェルに赴任、息子のヤンはそれらの地で子供時代のほとんどを過ごした。
ロンドンのウェストミンスター・スクールを卒業したあと、ユニヴァーシティ・カレッジ・ロンドン（UCL）とロンドン・スクール・オブ・エコノミクス（LSE）で学んだ。当時取得した学位は以下のとおり：
- 1972年：理学士（国際関係学） - UCL
- 1973年：人文学修士（経済学および歴史学） - UCL
- 1975年：理学修士（経済学） - LSE

## 職歴および人物
キングストン・ポリテクニクの講師を務めたあと、1988年から1995年までロンドン大学スラヴ東欧学科（博士号を取得）で、それと同時に1992年から1995年まではLSEの経済政策センターで教鞭をとる。この期間リユボ・シルツと共に学術誌『共産主義経済』（のちの『共産主義経済と経済移行』と『ポスト共産主義経済』）を主宰。
1980年代初頭にはロンドンを拠点とした独立自主管理労働組合「連帯」支援組織「ポーリッシュ・ソリダリティ・キャンペーン」に参加。共産主義体制崩壊後の1989年から1991年にかけて行われたポーランドの経済移行期には、ポーランド副首相と財務相を兼任していたレシェク・バルツェロヴィチの顧問。
1990年代初頭にはロシア共和国のマクロ経済政策顧問。1995年にはブダペストの中央ヨーロッパ大学教授となり、1995年から2000年にかけてと2005年から2006年にかけての二度の期間は経済学部長を務める（注：本人が現在ポーランド共和国財務相を勤めている間は学部長職は休職）。
1997年から2000年まではポーランド共和国財務省マクロ経済政策委員会の会長。
シンクタンク「社会経済研究所（CASE）」の共同創立者の一人で同研究所の財団の委員であったが、ポーランド共和国財務相となったため2007年に退職。
2002年から2004年までポーランド国立銀行の経済顧問。2004年から2007年までにはPEKAO銀行の経済顧問。
2007年11月16日にドナルド・トゥスク政権で入閣、ポーランド共和国財務相に就任。
2013年11月27日、財務相を退任。
ヨーロッパ拡大、金融政策、通貨政策、ポスト共産主義経済の分野で多くの学術論文を著している。
妻と2人の子がおり、ポーランド語、英語、フランス語、スペイン語、ドイツ語、ロシア語に堪能。

## ヨーロッパ最高の財務相
2010年1月、世界金融危機のなか財務相としてポーランドの経済を巧みに制御していることが評価され、イギリスの新聞『フィナンシャル・タイムズ』の金融業界誌『ザ・バンカー』にて2009年度「ヨーロッパ最高の財務相」に選ばれる 。
2010年12月にフィナンシャル・タイムズ紙が行った欧州連合の財務相ランキングにおいて2位となっている。ポーランドが2011年の総選挙をにらんで急激な財政赤字削減を実行していない点が評価の低下につながったとされる。しかし加盟各国の経済状況がかなり異なるため、加盟国すべてが一律に急激な財政削減をいますぐに行うべきかどうかについては異論があり、このことについては財政赤字が少ないことが評価されて1位となったドイツのヴォルフガング・ショイブレ財務相（2009年10月より現職）もインタビューの中で述べており、インタビューの最後ではポーランドの経済政策のやり方についてむしろ賞賛している。

## 著作
ヤン・ロストフスキの著作リストへのリンク

- http://www.case.com.pl/strona--ID-o_case_ludzie,osoba_id-33,nlang-710.html
- http://www.econ.ceu.hu/download/CV/CV_Rostowski.pdf

## 参考
1. ↑  http://www.ft.com/cms/s/5e0f8748-009f-11e0-aa29-00144feab49a.html